# Blanka d’Évreux
Blanka z Évreux, Blanka z Nawarry (fr. Blanche d’Évreux lub Blanche de Navarre), (1333 – 5 października 1398, w Neaufles-Saint-Martin) – królowa Francji jako druga żona króla Filipa VI Walezjusza.
Była drugą córką Joanny II – królowej Nawarry i Filipa III – hrabiego d'Évreux. Blanka początkowo miała poślubić następcę tronu – Jana, ale znana była z urody i zakochał się w niej ojciec Jana – król Filip. Filip był wdowcem po Joannie Burgundzkiej nazywanej Kulawą. Ślub Blanki i Filipa odbył się 19 lub 29 stycznia 1349, w Brie-Comte-Robert. Blanka i Filip mieli jedną córkę:
- Joannę nazywaną też Blanką (ur. w maju 1351, zm. 16 września 1371).

Blanka owdowiała 22 sierpnia 1350 i przeniosła się do Neaufles-Saint-Martin koło Gisors w Normandii. Odrzuciła oświadczyny króla Kastylii-León Piotra I Okrutnego mówiąc, że królowe Francji nie wychodzą ponownie za mąż. 
Blanka przeżyła swojego niedoszłego narzeczonego – Jana II Dobrego (zm. 1364) i jego syna – Karola V Mądrego (zm. 1380). Na dworze królewskim pojawiała się jedynie na szczególne okazje, np. w 1380 na koronację Karola VI Szalonego i w 1385 na powitanie narzeczonej króla – Izabeli Bawarskiej. Była mediatorką między jej bratem Karolem II Złym – królem Nawarry, a kolejnymi królami Francji. Została pochowana w bazylice Saint-Denis.